# ميستيثو
الميستيثو (Mestizo تلفظ بالإسبانية: ‎/mesˈtiso/‏) أو المُزج (الممزوجين) هم مجموعة عرقية ناتجة عن تزاوج المستعمرين الأوروبيين والإسبان على وجه الخصوص بالسكان الأصليين لقارة أمريكا الجنوبية، وفي الأونة الأخيرة أصبح يطلق هذا المصطلح أيضا على الهنود الحمر والأفارقة المختلطين بالأوروبيين والأشخاص ذوي الأصول الأوروبية في الفلبين وميستيثو كلمة تعني باللغات الرومانسية مختلط.